# Tour de Normandie 2014
La 34e édition du Tour de Normandie a eu lieu du 24 au 30 mars 2014. La course fait partie du calendrier UCI Europe Tour 2014 en catégorie 2.2.

## Présentation

### Parcours
- Prologue de 3,6 km à Saint-Lô le lundi 24 mars 2014.
- Étape 1, mardi 25 mars : Colombelles - Forges-les-Eaux, 200 km.
- Étape 2, mercredi 26 mars : Forges-les-Eaux - Elbeuf-sur-Seine, 149 km.
- Étape 3, jeudi 27 mars : Elbeuf-sur-Seine - Argentan, 161 km.
- Étape 4, vendredi 28 mars : Domfront - Villers-Bocage, 172 km.
- Étape 5, samedi 29 mars : Gouville-sur-Mer - Carentan, 184 km.
- Étape 6, dimanche 30 mars : Torigni-sur-Vire - Caen, 149 km.

Distance totale : 1018,6 km.
Le parcours de l'édition 2014 ressemble aux éditions des dernières années dans sa première partie, les étapes 1, 2 et 4 étant identiques au Tour 2013 et l'étape 3 a vu sa ville de départ renouvelée (Elbeuf succède au Thuit-Signol). Les étapes du samedi 29 (Gouville-sur-Mer - Carentan) et du dimanche 30 mars (Torigni-sur-Vire - Caen) diffèrent cependant des éditions précédentes. Ce tracé a pour but de passer au plus près des sites du débarquement du 6 juin 1944 dans le cadre de l'année du soixante-dixième anniversaire. Ainsi, Sainte-Mère-Église et Utah Beach sont traversées le samedi, Colleville-sur-Mer, Arromanches-les-Bains et Longues-sur-Mer le dimanche. La course se termine comme à l'accoutumée le dimanche autour de La Prairie à Caen. Le Tour traverse les cinq départements normands.

### Équipes
Classé en catégorie 2.2 de l'UCI Europe Tour, le Tour de Normandie est par conséquent ouvert aux équipes continentales professionnelles françaises, aux équipes continentales, aux équipes nationales et aux équipes régionales et de clubs.
25 équipes participent à ce Tour de Normandie : 1 équipe continentale professionnelle, 17 équipes continentales et 7 équipes régionales et de clubs.
| Nom de l'équipe              | Pays   | Code |
| ---------------------------- | ------ | ---- |
| Bretagne-Séché Environnement | France | BSE  |

| Nom de l'équipe       | Pays       | Code |
| --------------------- | ---------- | ---- |
| BMC Development       | États-Unis | BMD  |
| CC Nogent-sur-Oise    | France     | NOG  |
| Lotto-Belisol U23     | Belgique   | LTU  |
| Sojasun espoir-ACNC   | France     | SEA  |
| USSA Pavilly Barentin | France     | UPB  |
| VC Rouen 76           | France     | VCR  |
| Vendée U              | France     | VDU  |

| Nom de l'équipe           | Pays        | Code |
| ------------------------- | ----------- | ---- |
| 3M                        | Belgique    | MMM  |
| An Post-ChainReaction     | Irlande     | SKT  |
| Astana Continental        | Kazakhstan  | AS2  |
| De Rijke                  | Pays-Bas    | RIJ  |
| Differdange-Losch         | Luxembourg  | CCD  |
| Etixx                     | Tchéquie    | ETI  |
| Firefighters Upsala CK    | Suède       | FFU  |
| Giant-Shimano Development | Suède       | GID  |
| Itera-Katusha             | Russie      | TIK  |
| Joker                     | Norvège     | TJO  |
| Leopard Development       | Luxembourg  | LDT  |
| Rabobank Development      | Pays-Bas    | RDT  |
| Raleigh                   | Royaume-Uni | RAL  |
| Rapha Condor JLT          | Royaume-Uni | RCJ  |
| Riwal                     | Danemark    | VPC  |
| Sparebanken Sør           | Norvège     | TSS  |
| Verandas Willems          | Belgique    | WIL  |

## Étapes
| Étape     | Date    | Villes étapes                 |  | Distance (km) | Vainqueur d’étape | Leader du classement général |
| --------- | ------- | ----------------------------- |  | ------------- | ----------------- | ---------------------------- |
| Prologue  | 24 mars | Saint-Lô - Saint-Lô           |  | 3,6           | Stefan Küng       | Stefan Küng                  |
| 1re étape | 25 mars | Colombelles - Forges-les-Eaux |  | 200           | Thomas Moses      | Thomas Moses                 |
| 2e étape  | 26 mars | Forges-les-Eaux - Elbeuf      |  | 149           | Dylan Groenewegen | Thomas Moses                 |
| 3e étape  | 27 mars | Elbeuf - Argentan             |  | 161           | Daniel McLay      | Thomas Moses                 |
| 4e étape  | 28 mars | Domfront - Villers-Bocage     |  | 172           | Łukasz Wiśniowski | Łukasz Wiśniowski            |
| 5e étape  | 29 mars | Gouville-sur-Mer - Carentan   |  | 184           | Marco Benfatto    | Łukasz Wiśniowski            |
| 6e étape  | 30 mars | Torigni-sur-Vire - Caen       |  | 150           | Benoît Jarrier    | Stefan Küng                  |

## Déroulement de la course

### Prologue
|    | Coureur           | Équipe                       |    | Temps      |
| -- | ----------------- | ---------------------------- | -- | ---------- |
| 1  | Stefan Küng       | BMC Development              | en | 5 min 02 s |
| 2  | Sergey Nikolaev   | Itera-Katusha                | +  | 0 s        |
| 3  | Tom Bohli         | BMC Development              |    | 3 s        |
| 4  | Reidar Borgersen  | Joker                        |    | 4 s        |
| 5  | Cyrille Patoux    | VC Rouen 76                  |    | 5 s        |
| 6  | Lennard Hofstede  | Rabobank Development         |    | 5 s        |
| 7  | Matthieu Boulo    | Raleigh                      |    | 6 s        |
| 8  | Clément Koretzky  | Bretagne-Séché Environnement |    | 6 s        |
| 9  | Bert-Jan Lindeman | Rabobank Development         |    | 7 s        |
| 10 | Kévin Ledanois    | CC Nogent-sur-Oise           |    | 8 s        |

|    | Coureur           | Équipe                       |    | Temps      |
| -- | ----------------- | ---------------------------- | -- | ---------- |
| 1  | Stefan Küng       | BMC Development              | en | 5 min 02 s |
| 2  | Sergey Nikolaev   | Itera-Katusha                | +  | 1 s        |
| 3  | Tom Bohli         | BMC Development              |    | 3 s        |
| 4  | Reidar Borgersen  | Joker                        |    | 4 s        |
| 5  | Cyrille Patoux    | VC Rouen 76                  |    | 5 s        |
| 6  | Lennard Hofstede  | Rabobank Development         |    | 6 s        |
| 7  | Matthieu Boulo    | Raleigh                      |    | 7 s        |
| 8  | Clément Koretzky  | Bretagne-Séché Environnement |    | 7 s        |
| 9  | Bert-Jan Lindeman | Rabobank Development         |    | 8 s        |
| 10 | Kévin Ledanois    | CC Nogent-sur-Oise           |    | 8 s        |

### 1reétape
|    | Coureur            | Équipe               |    | Temps           |
| -- | ------------------ | -------------------- | -- | --------------- |
| 1  | Thomas Moses       | Rapha Condor JLT     | en | 4 h 55 min 02 s |
| 2  | Maarten van Trijp  | Rabobank Development | +  | 17 s            |
| 3  | Sondre Holst Enger | Sparebanken Sør      |    | 17 s            |
| 4  | Sergey Nikolaev    | Itera-Katusha        |    | 17 s            |
| 5  | Daniel McLay       | Lotto-Belisol U23    |    | 17 s            |
| 6  | Nicolas Vereecken  | Verandas Willems     |    | 17 s            |
| 7  | Romain Cardis      | Vendée U             |    | 17 s            |
| 8  | Tom Bohli          | BMC Development      |    | 17 s            |
| 9  | Alexandre Blain    | Raleigh              |    | 17 s            |
| 10 | Gerry Druyts       | 3M                   |    | 17 s            |

|    | Coureur           | Équipe                       |    | Temps           |
| -- | ----------------- | ---------------------------- | -- | --------------- |
| 1  | Thomas Moses      | Rapha Condor JLT             | en | 5 h 00 min 15 s |
| 2  | Stefan Küng       | BMC Development              | +  | 6 s             |
| 3  | Sergey Nikolaev   | Itera-Katusha                |    | 7 s             |
| 4  | Tom Bohli         | BMC Development              |    | 9 s             |
| 5  | Reidar Borgersen  | Joker                        |    | 10 s            |
| 6  | Cyrille Patoux    | VC Rouen 76                  |    | 11 s            |
| 7  | Lennard Hofstede  | Rabobank Development         |    | 12 s            |
| 8  | Matthieu Boulo    | Raleigh                      |    | 13 s            |
| 9  | Clément Koretzky  | Bretagne-Séché Environnement |    | 13 s            |
| 10 | Bert-Jan Lindeman | Rabobank Development         |    | 14 s            |

### 2eétape
|    | Coureur           | Équipe                       |    | Temps           |
| -- | ----------------- | ---------------------------- | -- | --------------- |
| 1  | Dylan Groenewegen | De Rijke                     | en | 3 h 29 min 09 s |
| 2  | Mamyr Stash       | Itera-Katusha                | +  | m.t             |
| 3  | Daniel McLay      | Lotto-Belisol U23            |    | m.t             |
| 4  | Sergey Nikolaev   | Itera-Katusha                |    | m.t             |
| 5  | Ignazio Moser     | BMC Development              |    | m.t             |
| 6  | Gerry Druyts      | 3M                           |    | m.t             |
| 7  | Guillaume Blot    | USSA Pavilly Barentin        |    | m.t             |
| 8  | Cyrille Patoux    | VC Rouen 76                  |    | m.t             |
| 9  | Joaquín Sobrino   | Differdange-Losch            |    | m.t             |
| 10 | Erwann Corbel     | Bretagne-Séché Environnement |    | m.t             |

|    | Coureur           | Équipe                       |    | Temps           |
| -- | ----------------- | ---------------------------- | -- | --------------- |
| 1  | Thomas Moses      | Rapha Condor JLT             | en | 8 h 29 min 24 s |
| 2  | Stefan Küng       | BMC Development              | +  | 6 s             |
| 3  | Sergey Nikolaev   | Itera-Katusha                |    | 7 s             |
| 4  | Clément Koretzky  | Bretagne-Séché Environnement |    | 7 s             |
| 5  | Tom Bohli         | BMC Development              |    | 9 s             |
| 6  | Reidar Borgersen  | Joker                        |    | 10 s            |
| 7  | Cyrille Patoux    | VC Rouen 76                  |    | 11 s            |
| 8  | Lennard Hofstede  | Rabobank Development         |    | 12 s            |
| 9  | Matthieu Boulo    | Raleigh                      |    | 13 s            |
| 10 | Bert-Jan Lindeman | Rabobank Development         |    | 14 s            |

### 3eétape
|    | Coureur              | Équipe                       |    | Temps           |
| -- | -------------------- | ---------------------------- | -- | --------------- |
| 1  | Daniel McLay         | Lotto-Belisol U23            | en | 3 h 52 min 57 s |
| 2  | Marco Benfatto       | Astana Continental           | +  | 0 s             |
| 3  | Daniel Hoelgaard     | Etixx                        |    | 0 s             |
| 4  | Yanto Barker         | Raleigh                      |    | 0 s             |
| 5  | Jonas Aaen Jørgensen | Riwal                        |    | 4 s             |
| 6  | Owain Doull          | An Post-ChainReaction        |    | 4 s             |
| 7  | Christoph Pfingsten  | De Rijke                     |    | 4 s             |
| 8  | Vadim Galeyev        | Astana Continental           |    | 4 s             |
| 9  | Erwann Corbel        | Bretagne-Séché Environnement |    | 4 s             |
| 10 | Sean Hambrook        | Sojasun espoir-ACNC          |    | 4 s             |

|    | Coureur          | Équipe                       |    | Temps            |
| -- | ---------------- | ---------------------------- | -- | ---------------- |
| 1  | Thomas Moses     | Rapha Condor JLT             | en | 12 h 22 min 25 s |
| 2  | Stefan Küng      | BMC Development              | +  | 3 s              |
| 3  | Daniel McLay     | Lotto-Belisol U23            |    | 6 s              |
| 4  | Sergey Nikolaev  | Itera-Katusha                |    | 7 s              |
| 5  | Clément Koretzky | Bretagne-Séché Environnement |    | 7 s              |
| 6  | Tom Bohli        | BMC Development              |    | 9 s              |
| 7  | Reidar Borgersen | Joker                        |    | 10 s             |
| 8  | Cyrille Patoux   | VC Rouen 76                  |    | 11 s             |
| 9  | Lennard Hofstede | Rabobank Development         |    | 12 s             |
| 10 | Matthieu Boulo   | Raleigh                      |    | 13 s             |

### 4eétape
|    | Coureur           | Équipe                       |    | Temps           |
| -- | ----------------- | ---------------------------- | -- | --------------- |
| 1  | Łukasz Wiśniowski | Etixx                        | en | 4 h 00 min 59 s |
| 2  | Erwann Corbel     | Bretagne-Séché Environnement | +  | 0 s             |
| 3  | Dylan Teuns       | BMC Development              |    | 0 s             |
| 4  | Bert-Jan Lindeman | Rabobank Development         |    | 0 s             |
| 5  | Morgan Kneisky    | Raleigh                      |    | 22 s            |
| 6  | Cyrille Patoux    | VC Rouen 76                  |    | 22 s            |
| 7  | Alex Kirsch       | Leopard Development          |    | 22 s            |
| 8  | Olivier Pardini   | Verandas Willems             |    | 22 s            |
| 9  | Jérémy Cornu      | Vendée U                     |    | 22 s            |
| 10 | Pierre Moncorgé   | Firefighters Upsala CK       |    | 22 s            |

|    | Coureur           | Équipe                       |    | Temps            |
| -- | ----------------- | ---------------------------- | -- | ---------------- |
| 1  | Łukasz Wiśniowski | Etixx                        | en | 16 h 23 min 36 s |
| 2  | Bert-Jan Lindeman | Rabobank Development         | +  | 2 s              |
| 3  | Erwann Corbel     | Bretagne-Séché Environnement |    | 10 s             |
| 4  | Thomas Moses      | Rapha Condor JLT             |    | 10 s             |
| 5  | Stefan Küng       | BMC Development              |    | 13 s             |
| 6  | Sergey Nikolaev   | Itera-Katusha                |    | 17 s             |
| 7  | Clément Koretzky  | Bretagne-Séché Environnement |    | 17 s             |
| 8  | Tom Bohli         | BMC Development              |    | 19 s             |
| 9  | Reidar Borgersen  | Joker                        |    | 20 s             |
| 10 | Matthieu Boulo    | Raleigh                      |    | 21 s             |

### 5eétape
|    | Coureur              | Équipe             |    | Temps           |
| -- | -------------------- | ------------------ | -- | --------------- |
| 1  | Marco Benfatto       | Astana Continental | en | 4 h 03 min 49 s |
| 2  | Kristoffer Skjerping | Joker              | +  | m.t             |
| 3  | Romain Cardis        | Vendée U           |    | m.t             |
| 4  | Nicolas Vereecken    | Verandas Willems   |    | m.t             |
| 5  | Jorne Carolus        | Lotto-Belisol U23  |    | m.t             |
| 6  | Lilian Calmejane     | Vendée U           |    | m.t             |
| 7  | Ian Wilkinson        | Raleigh            |    | m.t             |
| 8  | Mamyr Stash          | Itera-Katusha      |    | m.t             |
| 9  | Jonas Aaen Jørgensen | Riwal              |    | m.t             |
| 10 | Joaquín Sobrino      | Differdange-Losch  |    | m.t             |

|    | Coureur              | Équipe                       |    | Temps            |
| -- | -------------------- | ---------------------------- | -- | ---------------- |
| 1  | Łukasz Wiśniowski    | Etixx                        | en | 20 h 27 min 20 s |
| 2  | Bert-Jan Lindeman    | Rabobank Development         | +  | 2 s              |
| 3  | Erwann Corbel        | Bretagne-Séché Environnement |    | 13 s             |
| 4  | Thomas Moses         | Rapha Condor JLT             |    | 15 s             |
| 5  | Stefan Küng          | BMC Development              |    | 18 s             |
| 6  | Sergey Nikolaev      | Itera-Katusha                |    | 22 s             |
| 7  | Clément Koretzky     | Bretagne-Séché Environnement |    | 22 s             |
| 8  | Tom Bohli            | BMC Development              |    | 24 s             |
| 9  | Reidar Borgersen     | Joker                        |    | 25 s             |
| 10 | Kristoffer Skjerping | Joker                        |    | 25 s             |

### 6eétape
|    | Coureur              | Équipe                       |    | Temps           |
| -- | -------------------- | ---------------------------- | -- | --------------- |
| 1  | Benoît Jarrier       | Bretagne-Séché Environnement | en | 3 h 21 min 19 s |
| 2  | Olivier Pardini      | Verandas Willems             | +  | m.t             |
| 3  | Cédric Delaplace     | Sojasun espoir-ACNC          |    | m.t             |
| 4  | Jérémy Cornu         | Vendée U                     |    | m.t             |
| 5  | Huub Duyn            | De Rijke                     |    | m.t             |
| 6  | Jonas Aaen Jørgensen | Riwal                        |    | m.t             |
| 7  | Willem Wauters       | Verandas Willems             |    | m.t             |
| 8  | Tom Bohli            | BMC Development              |    | m.t             |
| 9  | César Bihel          | Differdange-Losch            |    | m.t             |
| 10 | Matthieu Boulo       | Raleigh                      |    | m.t             |

|    | Coureur            | Équipe                       |    | Temps            |
| -- | ------------------ | ---------------------------- | -- | ---------------- |
| 1  | Stefan Küng        | BMC Development              | en | 23 h 48 min 54 s |
| 2  | Benoît Jarrier     | Bretagne-Séché Environnement | +  | 4 s              |
| 3  | Reidar Borgersen   | Joker                        |    | 8 s              |
| 4  | Matthieu Boulo     | Raleigh                      |    | 9 s              |
| 5  | Tom Bohli          | BMC Development              |    | 9 s              |
| 6  | Kévin Ledanois     | CC Nogent-sur-Oise           |    | 14 s             |
| 7  | Huub Duyn          | De Rijke                     |    | 16 s             |
| 8  | Olivier Pardini    | Verandas Willems             |    | 18 s             |
| 9  | Alex Kirsch        | Leopard Development          |    | 18 s             |
| 10 | Fredrik Ludvigsson | Giant-Shimano Development    |    | 18 s             |

## Classements finals

### Classement général
|    | Cycliste           | Pays       | Équipe                       |    | Temps            |
| -- | ------------------ | ---------- | ---------------------------- | -- | ---------------- |
| 1  | Stefan Küng        | Suisse     | BMC Development              | en | 23 h 48 min 54 s |
| 2  | Benoît Jarrier     | France     | Bretagne-Séché Environnement | +  | 4 s              |
| 3  | Reidar Borgersen   | Norvège    | Joker                        |    | 8 s              |
| 4  | Matthieu Boulo     | France     | Raleigh                      |    | 9 s              |
| 5  | Tom Bohli          | Suisse     | BMC Development              |    | 9 s              |
| 6  | Kévin Ledanois     | France     | CC Nogent-sur-Oise           |    | 14 s             |
| 7  | Huub Duyn          | Pays-Bas   | De Rijke                     |    | 16 s             |
| 8  | Olivier Pardini    | Belgique   | Verandas Willems             |    | 18 s             |
| 9  | Alex Kirsch        | Luxembourg | Leopard Development          |    | 18 s             |
| 10 | Fredrik Ludvigsson | Suède      | Giant-Shimano Development    |    | 18 s             |

### Classements annexes
|   | Cycliste       | Équipe                       | Points |
| - | -------------- | ---------------------------- | ------ |
| 1 | Daniel McLay   | Lotto-Belisol U23            | 53     |
| 2 | Marco Benfatto | Astana Continental           | 48     |
| 3 | Erwann Corbel  | Bretagne-Séché Environnement | 37     |

|   | Cycliste           | Équipe                | Points |
| - | ------------------ | --------------------- | ------ |
| 1 | Stef Van Zummeren  | 3M                    | 33     |
| 2 | Guillaume Thévenot | Vendée U              | 26     |
| 3 | Laurent Vanden Bak | An Post-ChainReaction | 15     |

|   | Cycliste         | Équipe                       | Points |
| - | ---------------- | ---------------------------- | ------ |
| 1 | Clément Koretzky | Bretagne-Séché Environnement | 13     |
| 2 | Jānis Dakteris   | Differdange-Losch            | 11     |
| 3 | Benoît Jarrier   | Bretagne-Séché Environnement | 9      |

|   | Cycliste       | Équipe             |    | Temps            |
| - | -------------- | ------------------ | -- | ---------------- |
| 1 | Stefan Küng    | BMC Development    | en | 23 h 48 min 54 s |
| 2 | Tom Bohli      | BMC Development    | +  | 9 s              |
| 3 | Kévin Ledanois | CC Nogent-sur-Oise |    | 14 s             |

| \| \| Équipe \| Pays \| \| Temps \| \| - \| ---------------------------- \| ---------- \| -- \| ---------------- \| \| 1 \| BMC Development \| États-Unis \| en \| 71 h 27 min 43 s \| \| 2 \| Bretagne-Séché Environnement \| France \| + \| 20 s \| \| 3 \| Verandas Willems \| Belgique \| \| 47 s \| |                              |            |    |                  |
| | Équipe                       | Pays       |    | Temps            |
| 1 | BMC Development              | États-Unis | en | 71 h 27 min 43 s |
| 2 | Bretagne-Séché Environnement | France     | +  | 20 s             |
| 3 | Verandas Willems             | Belgique   |    | 47 s             |

## Évolution des classements
| Étape              | Vainqueur          | Classement général | Classement par points | Classement du meilleur grimpeur | Classement des rushs | Classement du meilleur jeune | Classement par équipes |
| ------------------ | ------------------ | ------------------ | --------------------- | ------------------------------- | -------------------- | ---------------------------- | ---------------------- |
| P                  | Stefan Küng        | Stefan Küng        | Non décerné           | Cyrille Patoux                  | Non décerné          | Stefan Küng                  | BMC Development        |
| 1                  | Thomas Moses       | Thomas Moses       | Thomas Moses          | Stef Van Zummeren               | Mark Christian       | Thomas Moses                 | BMC Development        |
| 2                  | Dylan Groenewegen  | Thomas Moses       | Sergey Nikolaev       | Stef Van Zummeren               | Mark Christian       | Thomas Moses                 | BMC Development        |
| 3                  | Daniel McLay       | Thomas Moses       | Daniel McLay          | Stef Van Zummeren               | Edouard Louyest      | Thomas Moses                 | BMC Development        |
| 4                  | Łukasz Wiśniowski  | Łukasz Wiśniowski  | Daniel McLay          | Stef Van Zummeren               | Edouard Louyest      | Łukasz Wiśniowski            | BMC Development        |
| 5                  | Marco Benfatto     | Łukasz Wiśniowski  | Daniel McLay          | Stef Van Zummeren               | Clément Koretzky     | Łukasz Wiśniowski            | BMC Development        |
| 6                  | Benoît Jarrier     | Stefan Küng        | Daniel McLay          | Stef Van Zummeren               | Clément Koretzky     | Stefan Küng                  | BMC Development        |
| Classements finals | Classements finals | Stefan Küng        | Daniel McLay          | Stef Van Zummeren               | Clément Koretzky     | Stefan Küng                  | BMC Development        |

## Liste des participants
- Liste de départ complète